# Бікчантаєв Олександр Борисович
Олекса́ндр Бори́сович Бікчанта́єв — полковник Збройних сил України.
Проходив військову службу на командних та штабних посадах в ЗСУ з серпня 1988 року
Закінчив Національний університет оборони  України (оперативно - стратегічний рівень), з відзнакою,  в 2017 році
Пять років проходив службу в спеціальному правоохоронному формуванні - Військовій службі правопорядку в Збройних Силах України.
Учасник АТО (2015-2016 роки)
В грудні 2017 року призначений на посаду Начальника Головного Управління Майна та Ресурсів МОУ.
Станом на січень 2019-го — командир військової частини А1250.
В грудні 2019 року звільнений з військової служби у запас в зв"язку з проведенням оргштатних заходів.

## Нагороди
За особистий внесок у зміцнення обороноздатності Української держави, мужність, самовідданість і високий професіоналізм, виявлені під час виконання військового обов'язку, та з нагоди Дня Збройних Сил України нагороджений орденом Богдана Хмельницького III ступеня (2.12.2016).